# Eudòxia (filla de Valentinià III)
Eudòxia fou filla de Valentinià III i Eudòxia (filla de Teodosi II el Jove i d'Eudòxia Augusta).
El 455, després del saqueig de Roma fou feta presonera a Roma pels vàndals i portada a Cartago per Genseric, junt amb la seva germana Placídia, i la seva comuna mare, l'emperadriu Eudòxia. El 456, Genseric va casar Eudòxia amb el seu fill gran Huneric, que va succeir com a rei al seu pare el 477, i va enviar Eudòxia mare i Placídia a Constantinoble.
Eudòxia va viure setze anys amb Huneric i li va donar un fill, Hilderic (més tard rei). Com que Huneric era arrià, Eudòxia secretament el va abandonar i se'n va anar a Jerusalem, on aviat va morir (472) i deixà tot els seus béns a l'església de la Resurrecció, i fou enterrada al sepulcre de la seva àvia Eudòxia Augusta a l'església de Sant Esteve de la mateixa ciutat.